# کلودیا واکر
کلودیا واکر (انگلیسی: Claudia Walker؛ زادهٔ ۱۰ ژوئن ۱۹۹۶) بازیکن فوتبال اهل انگلستان است که در پست مهاجم برای برنلی بازی می‌کند. او قبلا برای بیرمنگام سیتی، اورتون، لیورپول، استوک سیتی و وستهام یونایتد بازی کرده بود.
وی در تیم‌های ملی فوتبال زیر ۱۷ سال زنان انگلستان, زیر ۱۹ سال زنان انگلستان، و زیر ۲۳ سال زنان انگلستان بازی کرده است.